# Tân Hiệp Phát
Công ty Trách nhiệm hữu hạn Thương mại - Dịch vụ Tân Hiệp Phát là một doanh nghiệp chuyên sản xuất, kinh doanh các sản phẩm giải khát và thức uống đóng chai tại Việt Nam.

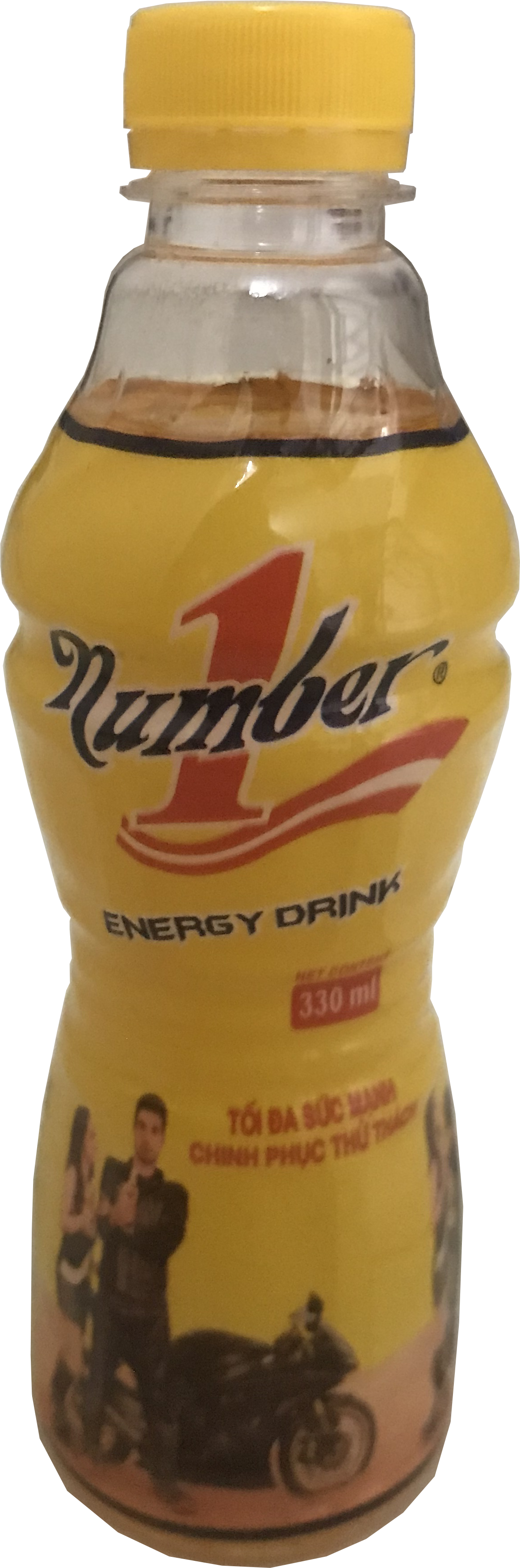
Nước Tăng Lực Number 1

## Lịch sử hình thành
Năm 1994, tiền thân của công ty là Phân xưởng nước giải khát Bến Thành chuyên sản xuất nước ngọt, nước giải khát có ga, hương vị bia. Năm 1995, mở rộng thêm xưởng sản xuất sữa đậu nành dạng chai 220ml. Năm 1996, công ty mở rộng dây chuyền và tung ra thị trường sản phẩm bia tươi Flash.
Năm 1999, Xưởng nước giải khát Bến Thành đổi tên thành Nhà máy nước giải khát Bến Thành, sản xuất các mặt hàng sữa đậu nành, bia chai, bia hơi, bia tươi Flash.
Năm 2000: Bia Bến Thành là đơn vị ngành bia đầu tiên của Việt Nam đạt chứng nhận ISO 9001- 2000, do cơ quan quản lý chất lượng quốc tế Det Norske Veritas (Hà Lan) chứng nhận vào ngày 23/3/2000.
Năm 2001, công ty cho xây dựng Nhà máy sản xuất và Văn phòng tại xã Vĩnh Phú, huyện Thuận An, tỉnh Bình Dương.
Trong những năm sau đó, công ty tung ra thị trường các sản phẩm Nước tăng lực Number 1, Bia tươi đóng chai Laser, Sữa đậu nành Number 1, Nước tinh khiết Number 1, Bia Gold Bến Thành...
Tháng 9 năm 2015, Tân Hiệp Phát đổi tên thành Number 1, chính thức bổ nhiệm ông Roland Ruiz vào vị trí Phó Tổng Giám đốc dịch vụ tổ chức và quản trị doanh nghiệp.
Công Ty TNHH TM–DV Tân Hiệp Phát: 219 Đại Lộ Bình Dương, Phường Vĩnh Phú, Thành Phố Thuận An, Tỉnh Bình Dương, Việt Nam.

## Danh sách sản phẩm

#### Thương hiệu Number 1
- Nước tăng lực Number 1 (2001)
- Nước đóng chai Number 1
- Sữa đậu nành Number 1 Soya
- Nước uống vận động Number 1 Active chanh muối
- Nước tăng lực Number 1 (Chanh, Dâu)

#### Thương hiệu Không Độ
- Trà xanh Không Độ (2006)
- Trà sữa Không Độ Macchiato

#### Thương hiệu Dr.Thanh
- Trà thanh nhiệt Dr. Thanh

## Danh hiệu và phần thưởng
- Huân chương lao động hạng 3[3]
- Thương hiệu quốc gia 2010, 2012[4], 2014[5], 2016, 2018
- Giải Vàng Chất lượng Quốc gia (2019)
- Top 10 tăng trưởng nhanh Fast 500[6]
- Top 100 sản phẩm dịch vụ được tin dùng năm 2012 do độc giả Thời báo Kinh tế Việt Nam - Tạp chí Tư vấn Tiêu & Dùng bình chọn[7]

## Khủng hoảng truyền thông

### 2015 - Vụ Võ Văn Minh
Ngày 3 tháng 12 năm 2014, khi bán hàng cho khách, chủ quán cơm Võ Văn Minh (35 tuổi, ngụ xã An Cư, huyện Cái Bè, Tiền Giang) phát hiện có ruồi trong chai nước Number One chưa mở nắp của Công ty Tân Hiệp Phát. Minh giữ lại chai nước rồi gọi điện cho doanh nghiệp yêu cầu cử đại diện gặp Minh thương lượng. Trong lần gặp đầu tiên, Minh yêu cầu phía công ty phải đưa cho Minh 1 tỷ đồng nếu không sẽ tung tin ra ngoài. Sau ba lần thương lượng có lập biên bản, hai bên đã đồng ý mức giá 500 triệu đồng. Tới ngày 27/1/2015, Minh hẹn gặp đại diện Công ty Tân Hiệp Phát tại một quán cà phê ở huyện Cái Bè, (Tiền Giang), trong lúc Minh nhận 500 triệu đồng thì bị trinh sát Phòng Cảnh sát hình sự Công an tỉnh Tiền Giang bắt quả tang.

#### Phiên tòa sơ thẩm
Ngày 18 tháng 12 năm 2015, Tòa án nhân dân tỉnh Tiền Giang đã tuyên mức án 7 năm tù giam đối với ông Võ Văn Minh vì tội “cưỡng đoạt tài sản”. Tại phiên tòa, đại diện Tân Hiệp Phát cho biết kể từ khi sự việc xảy ra công ty đã bị thiệt hại 2000 tỉ đồng. Tuy nhiên, theo luật sư Nguyễn Tấn Thi - người nhận bào chữa miễn phí cho ông Võ Văn Minh- thì cơ quan điều tra đã không khách quan và vi phạm nghiêm trọng luật tố tụng khi luật sư và người đại diện của Tân Hiệp Phát lại được tham gia quá trình hỏi cung bị cáo. Sau phiên tòa, gia đình ông Võ Văn Minh tuyên bố sẽ kháng cáo lên cấp phúc thẩm.
Ngày 19 tháng 12 năm 2015, Phó Tổng giám đốc Tân Hiệp Phát - bà Trần Uyên Phương gửi lời xin lỗi tới người tiêu dùng và đặc biệt là gia đình ông Võ Văn Minh về những phiền toái trong thời gian qua.

#### Phiên tòa phúc thẩm
Chiều 8 tháng 9 năm 2016, TAND Cấp cao tại TP HCM tuyên y án 7 năm tù đối với Võ Văn Minh về tội Cưỡng đoạt tài sản. Toà phúc thẩm xác định Minh "đổi" chai nước có ruồi lấy 500 triệu đồng không phải là giao dịch dân sự, bởi trái pháp luật, nên giữ nguyên mức án.

### 2023

#### Vụ ông chủ Tân Hiệp Phát bị bắt
Chiều 10 tháng 4, Văn phòng Cơ quan Cảnh sát điều tra Bộ Công an đã khám xét chỗ ở, nơi làm việc của Trần Quí Thanh và hai con gái tại 9 địa điểm. Hàng trăm cảnh sát vũ trang đã phong toả trụ sở Công ty Tân Hiệp Phát trên quốc lộ 13, phường Lái Thiêu, Thành phố Thuận An (Bình Dương) để khám xét. Ông Trần Quí Thanh bị cáo buộc với tội danh Lạm dụng tín nhiệm chiếm đoạt tài sản.
Theo C01, việc khởi tố và bắt tạm giam ba cha con ông Thanh là một phần của quá trình giải quyết đơn tố cáo của một số người ở Thành phố Hồ Chí Minh và Đồng Nai. Đơn tố cáo này tố cáo ông Thanh, bà Uyên Phương, bà Bích và một số cá nhân khác đã thực hiện các hành vi Lừa đảo chiếm đoạt tài sản, Lạm dụng tín nhiệm chiếm đoạt tài sản, Trốn thuế và Cưỡng đoạt tài sản liên quan đến các dự án và bất động sản có giá trị đặc biệt lớn tại Đồng Nai và Thành phố Hồ Chí Minh.